# Toast na moim weselu
Toast na moim weselu (tyt. oryg. Dollia e dasmës sime) – albański film fabularny z roku 1978 w reżyserii Marka Topallaja, na podstawie powieści Ruzhdi Pulahy "Narzeczona z odległej wioski" (alb. Nusja e humbetirës).

## Opis fabuły
Akcja filmu rozgrywa się zimą 1943 roku. Bela przygotowuje się do ślubu z Ganim. Jej narzeczony jest partyzantem AWN, który tylko na własny ślub chce powrócić do rodzinnej wsi. Orszak weselny, do którego dołącza Gani odnajduje przy drodze rannego partyzanta. Dom weselny zamienia się w lazaret. Bela decyduje się wraz z mężem dzielić trudy jego partyzanckiego życia.
W roli statystów wystąpili w filmie pracownicy kołchozu we wsi Dardhe k. Korczy.

## Obsada
- Majlinda Gjodede jako narzeczona Bela
- Demir Hyskja jako brat pana młodego
- Viktor Zhysti jako posłaniec
- Thimi Filipi jako ojciec panny młodej
- Ilia Shyti jako ojciec Ganiego
- Margarita Xhepa jako matka panny młodej
- Marie Logoreci jako matka pana młodego
- Edmond Budina jako partyzant
- Selma Sotillari jako siostra panny młodej
- Marika Kallamata jako Xhiko
- Lutfi Hoxha jako gość na weselu
- Ilir Dashi
- Petraq Taçi
- Zef Nikolla